# Prémierfait
Prémierfait település Franciaországban, Aube megyében. Lakosainak száma 90 fő (2022. január 1.). Prémierfait Bessy, Droupt-Saint-Basle, Droupt-Sainte-Marie, Les Grandes-Chapelles, Nozay, Pouan-les-Vallées és Rhèges községekkel határos.

## Népesség
A település népessége az elmúlt években az alábbi módon változott:
| Lakosok száma | 108  | 88   | 85   | 99   | 102  | 94   | 88   | 86   | 87   | 90   |
|               | 1968 | 1982 | 1990 | 2006 | 2013 | 2015 | 2017 | 2019 | 2020 | 2022 |